# Marcelino García Toral
Marcelino García Toral (Careñes, Villaviciosa, Asturias, 14 de agosto de 1965), conocido simplemente como Marcelino, es un exfutbolista y entrenador español del Villarreal de la Primera División de España. Jugaba como centrocampista y su primer equipo fue el Real Sporting de Gijón.

## Trayectoria

### Como jugador
Formado en la cantera del Real Sporting de Gijón, debutó con el cuadro rojiblanco en Primera División el 22 de diciembre de 1985 en un encuentro ante el R. C. Celta de Vigo (1-1). Disputó un total de setenta y cuatro partidos en Primera División con el Sporting hasta 1989. En la temporada 1989-90, ya en Segunda División, jugó en el Real Racing Club de Santander, con el que descendió a Segunda B. Las siguientes dos temporadas jugó en el Levante U. D., cosechando un nuevo descenso a la categoría de bronce en la primera de ellas. En 1992 fichó por el Elche C. F., donde se retiró dos años más tarde debido a una lesión de rodilla.

### Como entrenador
Debutó con el C. D. Lealtad en mitad de la temporada 1996-97 y logró ascender al equipo a Segunda División B en la siguiente campaña. En 2001, fichó por el Real Sporting de Gijón "B" y dio el salto al primer equipo en 2003. Permaneció en el conjunto gijonés dos campañas y estuvo a punto de conseguir el ascenso a Primera División en la temporada 2003-04, manteniéndose en los puestos de ascenso toda la temporada y quedando finalmente el equipo como quinto clasificado, a seis puntos del Numancia, que marcaría el ascenso.
En la temporada 2005-06 fichó por el R. C. Recreativo de Huelva, consiguiendo el ascenso a Primera División esa misma campaña y, en la siguiente, un octavo puesto en la máxima categoría. Gracias a ello, fue premiado con el Trofeo Miguel Muñoz que otorga el diario Marca.
El 26 de junio de 2007, firmó con el Real Racing Club de Santander, con quien logró la clasificación para la Copa de la UEFA por primera vez en la historia del club, además de alcanzar las semifinales de la Copa del Rey también por primera vez.
En mayo de 2008, se comprometió con el Real Zaragoza, que había descendido a Segunda División la campaña anterior. Durante esta etapa, con un contrato de 2,4 millones de euros anuales, se convirtió el técnico mejor pagado del fútbol español, tras la salida de Bernd Schuster del Real Madrid C. F. Con el equipo aragonés, Marcelino consiguió su segundo ascenso como entrenador a la máxima categoría del fútbol español el 13 de junio de 2009, tras una victoria por 3-1 frente al Córdoba C. F. en el estadio de La Romareda. Además, el diario Marca le concedió su segundo Trofeo Miguel Muñoz. Con el conjunto blanquillo ya en Primera División, en medio de una trayectoria que llevó al Zaragoza a los puestos de descenso y tras una derrota ante el Athletic Club por 1-2, el 12 de diciembre de 2009, la directiva del club decidió rescindir su contrato.
El 9 de febrero de 2011, Marcelino regresó al Racing de Santander tras la llegada del empresario Ahsan Ali Syed y la destitución de Miguel Ángel Portugal, logrando salvar al equipo del descenso a Segunda División. Sin embargo, una vez finalizada la temporada, decidió abandonar el Racing tras varias discrepancias con el nuevo dueño del club.
El 7 de junio de 2011, fue presentado como nuevo entrenador del Sevilla F. C. El 6 de febrero de 2012, fue destituido como entrenador del Sevilla debido a los malos resultados, después de cosechar siete jornadas consecutivas sin conocer la victoria, en las que el equipo hispalense sumó sólo dos puntos.
El 14 de enero de 2013, se hizo oficial su contratación por el Villarreal C. F. hasta el final de la temporada 2012-13. El equipo amarillo finalizó la competición en la segunda posición y Marcelino logró su tercer ascenso a Primera División como entrenador. La temporada 2013-14 terminó con el Villarreal en el sexto puesto de la Primera División y el acceso para disputar la Liga Europa, hechos que consiguió repetir en la campaña 2014-15. En la temporada 2015-16 el equipo terminó en la cuarta posición y obtuvo la clasificación para disputar la cuarta ronda previa de la Liga de Campeones. Además, alcanzó las semifinales de la Liga Europa, en la que fue eliminado por el Liverpool F. C. por un marcador global de 3-1. El 10 de agosto de 2016, se anunció su destitución como técnico del Villarreal.
El 11 de mayo de 2017, el Valencia C. F. anunció su contratación como entrenador del equipo che a partir de la temporada 2017-18, en la que consiguió el cuarto puesto y la clasificación para la Liga de Campeones. Una campaña después, repitió la cuarta posición en la Liga y se proclamó campeón de la Copa del Rey tras vencer en la final al F. C. Barcelona por 1-2. Fue destituido del cargo el 11 de septiembre de 2019 tras unas declaraciones contra Peter Lim, propietario del Valencia C. F.
El 3 de enero de 2021, llegó a un principio de acuerdo con el Athletic Club para convertirse en el nuevo técnico del equipo vizcaíno. El 14 de enero, en su segundo encuentro, consiguió la clasificación para la final de la Supercopa de España tras eliminar al Real Madrid (2-1). Tres días después, logró derrotar al F. C. Barcelona en la final por 3 a 2 y se alzó así con su segundo título como entrenador. En la Liga, dejó al conjunto rojiblanco en la 10.ª posición. Al año siguiente, el Athletic destacó en la Copa del Rey, donde eliminó a Barcelona y Real Madrid en octavos y cuartos de final, respectivamente, pero fue apeado por el Valencia C. F. en semifinales. El 24 de mayo de 2022, anunció que no iba a renovar su contrato con el club antes del proceso electoral, concluyendo la Liga como octavo clasificado.
El 23 de junio de 2023, después de un año de inactividad, llegó a un acuerdo con el Olympique de Marsella de la Ligue 1 para ser su nuevo entrenador. En septiembre de ese mismo año, tras sólo 7 partidos oficiales, abandonó el club por razones extradeportivas.
El 13 de noviembre de 2023, regresó al Villarreal C. F. siete años después. Se hizo cargo de la dirección del equipo amarillo con la temporada ya comenzada, y se quedó a las puertas de clasificarse para una competición europea, puesto que finalizó la Liga en 8ª posición.

## Selección nacional
Fue internacional con la selección española sub-20, con la que logró el subcampeonato del Mundial Juvenil de 1985 disputado en la Unión Soviética. Participó en seis encuentros del torneo, en los que logró anotar un gol frente a Bulgaria en los cuartos de final.

## Clubes

### Como jugador[47]
| Club              | País   | Año       | Partidos | Goles |
| ----------------- | ------ | --------- | -------- | ----- |
| Sporting Atlético | España | 1983-1985 | 61       | 10    |
| Sporting de Gijón | España | 1985-1989 | 86       | 2     |
| Racing Club       | España | 1989-1990 | 34       | 4     |
| Levante U. D.     | España | 1990-1992 | 54       | 1     |
| Elche C. F.       | España | 1992-1994 | 60       | 1     |

### Como entrenador
| Equipo                         | Div.                | Temporada           | Liga  | Liga | Liga | Liga | Liga |       | Copa | Copa | Copa | Copa  |    | Internacional | Internacional | Internacional | Internacional | Internacional |   | Otros | Otros | Otros | Otros |     | Totales     | Totales | Totales | Totales | Totales | Totales | Totales | Totales |
| Equipo                         | Div.                | Temporada           | Part. | G    | E    | P    | Pos. | Part. | G    | E    | P    | Part. | G  | E             | P             | Pos.          | Part.         | G             | E | P     | Part. | G     | E     | P   | Rendimiento | GF      | GC      | Dif.    |         |         |         |         |
| ------------------------------ | ------------------- | ------------------- | ----- | ---- | ---- | ---- | ---- | ----- | ---- | ---- | ---- | ----- | -- | ------------- | ------------- | ------------- | ------------- | ------------- | - | ----- | ----- | ----- | ----- | --- | ----------- | ------- | ------- | ------- | ------- | ------- | ------- | ------- |
| Lealtad · España               | 3.ª                 | 1996-97             | 13    | 6    | 4    | 3    | 4.º  | -     | -    | -    | -    | -     | -  | -             | -             | -             | 6             | 1             | 1 | 4     | 19    | 7     | 5     | 7   | 45.61%      | 22      | 20      | +2      |         |         |         |         |
| Lealtad · España               | 3.ª                 | 1997-98             | 38    | 25   | 10   | 3    | 1.º  | -     | -    | -    | -    | -     | -  | -             | -             | -             | 6             | 4             | 0 | 2     | 44    | 29    | 10    | 5   | 73.49%      | 85      | 45      | +40     |         |         |         |         |
| Lealtad · España               | Total               | Total               | 51    | 31   | 14   | 6    | -    | -     | -    | -    | -    | -     | -  | -             | -             | -             | 12            | 5             | 1 | 6     | 63    | 36    | 15    | 12  | 65.08%      | 107     | 65      | +42     |         |         |         |         |
| Sporting de Gijón "B" · España | 2.ªB                | 2000-01             | 17    | 5    | 7    | 5    | 5.º  | -     | -    | -    | -    | -     | -  | -             | -             | -             | -             | -             | - | -     | 17    | 5     | 7     | 5   | 43.14%      | 21      | 21      | +0      |         |         |         |         |
| Sporting de Gijón "B" · España | 2.ªB                | 2001-02             | 38    | 11   | 8    | 19   | 17.º | -     | -    | -    | -    | -     | -  | -             | -             | -             | -             | -             | - | -     | 38    | 11    | 8     | 19  | 35.97%      | 41      | 56      | -15     |         |         |         |         |
| Sporting de Gijón "B" · España | 3.ª                 | 2002-03             | 38    | 22   | 11   | 5    | 3.º  | -     | -    | -    | -    | -     | -  | -             | -             | -             | 6             | 3             | 0 | 3     | 44    | 25    | 11    | 8   | 65.15%      | 77      | 33      | +44     |         |         |         |         |
| Sporting de Gijón "B" · España | Total               | Total               | 93    | 38   | 26   | 29   | -    | -     | -    | -    | -    | -     | -  | -             | -             | -             | 6             | 3             | 0 | 3     | 99    | 41    | 26    | 32  | 50.16%      | 139     | 110     | +29     |         |         |         |         |
| Sporting de Gijón · España     | 2.ª                 | 2003-04             | 42    | 20   | 10   | 12   | 5.º  | 1     | 0    | 0    | 1    | -     | -  | -             | -             | -             | -             | -             | - | -     | 43    | 20    | 10    | 13  | 54.26%      | 58      | 41      | +17     |         |         |         |         |
| Sporting de Gijón · España     | 2.ª                 | 2004-05             | 42    | 15   | 12   | 15   | 9.º  | 1     | 0    | 0    | 1    | -     | -  | -             | -             | -             | -             | -             | - | -     | 43    | 15    | 12    | 16  | 44.18%      | 42      | 41      | +1      |         |         |         |         |
| Sporting de Gijón · España     | Total               | Total               | 84    | 35   | 22   | 27   | -    | 2     | 0    | 0    | 2    | -     | -  | -             | -             | -             | -             | -             | - | -     | 86    | 35    | 22    | 29  | 49.23%      | 100     | 82      | +18     |         |         |         |         |
| Recreativo Huelva · España     | 2.ª                 | 2005-06             | 42    | 22   | 12   | 8    | 1.º  | 2     | 1    | 0    | 1    | -     | -  | -             | -             | -             | -             | -             | - | -     | 44    | 23    | 12    | 9   | 61.36%      | 70      | 36      | +34     |         |         |         |         |
| Recreativo Huelva · España     | 1.ª                 | 2006-07             | 38    | 15   | 9    | 14   | 8.º  | 2     | 0    | 1    | 1    | -     | -  | -             | -             | -             | -             | -             | - | -     | 40    | 15    | 10    | 15  | 45.83%      | 54      | 54      | +0      |         |         |         |         |
| Recreativo Huelva · España     | Total               | Total               | 80    | 37   | 21   | 22   | -    | 4     | 1    | 1    | 2    | -     | -  | -             | -             | -             | -             | -             | - | -     | 84    | 38    | 22    | 24  | 53.97%      | 124     | 90      | +34     |         |         |         |         |
| Racing de Santander · España   | 1.ª                 | 2007-08             | 38    | 17   | 9    | 12   | 6.º  | 8     | 3    | 4    | 1    | -     | -  | -             | -             | -             | -             | -             | - | -     | 46    | 20    | 13    | 13  | 52.9%       | 56      | 51      | +5      |         |         |         |         |
| Real Zaragoza · España         | 2.ª                 | 2008-09             | 42    | 23   | 12   | 7    | 2.º  | 1     | 0    | 0    | 1    | -     | -  | -             | -             | -             | -             | -             | - | -     | 43    | 23    | 12    | 8   | 62.79%      | 79      | 43      | +36     |         |         |         |         |
| Real Zaragoza · España         | 1.ª                 | 2009-10             | 14    | 3    | 3    | 8    | Inc. | 2     | 0    | 2    | 0    | -     | -  | -             | -             | -             | -             | -             | - | -     | 16    | 3     | 5     | 8   | 29.17%      | 18      | 30      | -12     |         |         |         |         |
| Real Zaragoza · España         | Total               | Total               | 56    | 26   | 15   | 15   | -    | 3     | 0    | 2    | 1    | -     | -  | -             | -             | -             | -             | -             | - | -     | 59    | 26    | 17    | 16  | 53.67%      | 97      | 73      | +24     |         |         |         |         |
| Racing de Santander · España   | 1.ª                 | 2010-11             | 16    | 7    | 3    | 6    | 12.º | -     | -    | -    | -    | -     | -  | -             | -             | -             | -             | -             | - | -     | 16    | 7     | 3     | 6   | 50%         | 24      | 25      | -1      |         |         |         |         |
| Racing de Santander · España   | Total               | Total               | 54    | 24   | 12   | 18   | -    | 8     | 3    | 4    | 1    | -     | -  | -             | -             | -             | -             | -             | - | -     | 62    | 27    | 16    | 19  | 52.15%      | 80      | 76      | +4      |         |         |         |         |
| Sevilla · España               | 1.ª                 | 2011-12             | 21    | 6    | 8    | 7    | Inc. | 4     | 3    | 0    | 1    | 2     | 0  | 1             | 1             | 4ªR           | -             | -             | - | -     | 27    | 9     | 9     | 9   | 44.44%      | 29      | 30      | -1      |         |         |         |         |
| Sevilla · España               | Total               | Total               | 21    | 6    | 8    | 7    | -    | 4     | 3    | 0    | 1    | 2     | 0  | 1             | 1             | -             | -             | -             | - | -     | 27    | 9     | 9     | 9   | 44.44%      | 29      | 30      | -1      |         |         |         |         |
| Villarreal · España            | 2.ª                 | 2012-13             | 21    | 13   | 6    | 2    | 2.º  | -     | -    | -    | -    | -     | -  | -             | -             | -             | -             | -             | - | -     | 21    | 13    | 6     | 2   | 71.42%      | 43      | 19      | +24     |         |         |         |         |
| Villarreal · España            | 1.ª                 | 2013-14             | 38    | 17   | 8    | 13   | 6.º  | 4     | 1    | 2    | 1    | -     | -  | -             | -             | -             | -             | -             | - | -     | 42    | 18    | 10    | 14  | 50.8%       | 63      | 47      | +16     |         |         |         |         |
| Villarreal · España            | 1.ª                 | 2014-15             | 38    | 16   | 12   | 10   | 6.º  | 8     | 5    | 1    | 2    | 12    | 7  | 2             | 3             | 1/8           | -             | -             | - | -     | 58    | 28    | 15    | 15  | 56.9%       | 89      | 60      | +29     |         |         |         |         |
| Villarreal · España            | 1.ª                 | 2015-16             | 38    | 18   | 10   | 10   | 4.º  | 4     | 1    | 0    | 3    | 14    | 9  | 3             | 2             | 1/2           | -             | -             | - | -     | 56    | 28    | 13    | 15  | 57.74%      | 73      | 55      | +18     |         |         |         |         |
| Valencia · España              | 1.ª                 | 2017-18             | 38    | 22   | 7    | 9    | 4.º  | 8     | 4    | 1    | 3    | -     | -  | -             | -             | -             | -             | -             | - | -     | 46    | 26    | 8     | 12  | 62.32%      | 79      | 46      | +33     |         |         |         |         |
| Valencia · España              | 1.ª                 | 2018-19             | 38    | 15   | 16   | 7    | 4.º  | 9     | 6    | 1    | 2    | 14    | 7  | 3             | 4             | 1/2           | -             | -             | - | -     | 61    | 28    | 20    | 13  | 56.83%      | 86      | 59      | +27     |         |         |         |         |
| Valencia · España              | 1.ª                 | 2019-20             | 3     | 1    | 1    | 1    | Inc. | -     | -    | -    | -    | -     | -  | -             | -             | -             | -             | -             | - | -     | 3     | 1     | 1     | 1   | 44.44%      | 3       | 2       | +1      |         |         |         |         |
| Valencia · España              | Total               | Total               | 79    | 38   | 24   | 17   | -    | 17    | 10   | 2    | 5    | 14    | 7  | 3             | 4             | -             | -             | -             | - | -     | 110   | 55    | 29    | 26  | 58.79%      | 168     | 107     | +61     |         |         |         |         |
| Athletic Club · España         | 1.ª                 | 2020-21             | 21    | 5    | 10   | 6    | 10.º | 7     | 3    | 2    | 2    | -     | -  | -             | -             | -             | 2             | 2             | 0 | 0     | 30    | 10    | 12    | 8   | 46.66%      | 40      | 36      | +4      |         |         |         |         |
| Athletic Club · España         | 1.ª                 | 2021-22             | 38    | 14   | 13   | 11   | 8.º  | 5     | 3    | 1    | 1    | -     | -  | -             | -             | -             | 2             | 1             | 0 | 1     | 45    | 18    | 14    | 13  | 50.37%      | 52      | 43      | +9      |         |         |         |         |
| Athletic Club · España         | Total               | Total               | 59    | 19   | 23   | 17   | -    | 12    | 6    | 3    | 3    | -     | -  | -             | -             | -             | 4             | 3             | 0 | 1     | 75    | 28    | 26    | 21  | 48.89%      | 92      | 79      | +13     |         |         |         |         |
| Olympique de Marsella Francia  | 1.ª                 | 2023-24             | 5     | 2    | 3    | 0    | Inc. | -     | -    | -    | -    | 2     | 1  | 0             | 1             | Inc.          | -             | -             | - | -     | 7     | 3     | 3     | 1   | 57.15%      | 9       | 6       | +3      |         |         |         |         |
| Olympique de Marsella Francia  | Total               | Total               | 5     | 2    | 3    | 0    | -    | -     | -    | -    | -    | 2     | 1  | 0             | 1             | -             | -             | -             | - | -     | 7     | 3     | 3     | 1   | 57.15%      | 9       | 6       | +3      |         |         |         |         |
| Villarreal · España            | 1.ª                 | 2023-24             | 25    | 11   | 8    | 6    | 8.º  | 2     | 1    | 1    | 0    | 5     | 3  | 1             | 1             | 1/8           | -             | -             | - | -     | 32    | 15    | 10    | 7   | 57.3%       | 59      | 52      | +7      |         |         |         |         |
| Villarreal · España            | 1.ª                 | 2024-25             | 38    | 20   | 10   | 8    | 5.º  | 2     | 1    | 0    | 1    | -     | -  | -             | -             | -             | -             | -             | - | -     | 40    | 21    | 10    | 9   | 60.83%      | 77      | 53      | +24     |         |         |         |         |
| Villarreal · España            | 1.ª                 | 2025-26             | 1     | 1    | 0    | 0    | -    | 0     | 0    | 0    | 0    | 0     | 0  | 0             | 0             | -             | -             | -             | - | -     | 1     | 1     | 0     | 0   | 100%        | 2       | 0       | +2      |         |         |         |         |
| Villarreal · España            | Total               | Total               | 199   | 96   | 54   | 49   | -    | 20    | 9    | 4    | 7    | 31    | 19 | 6             | 6             | -             | -             | -             | - | -     | 250   | 124   | 64    | 62  | 58.13%      | 406     | 286     | +120    |         |         |         |         |
| Total en su carrera            | Total en su carrera | Total en su carrera | 781   | 352  | 222  | 207  | -    | 70    | 32   | 16   | 22   | 49    | 27 | 10            | 12            | -             | 22            | 11            | 1 | 10    | 922   | 422   | 249   | 251 | 54.77%      | 1351    | 1004    | +347    |         |         |         |         |
| 1. 2. 3.                       |                     |                     |       |      |      |      |      |       |      |      |      |       |    |               |               |               |               |               |   |       |       |       |       |     |             |         |         |         |         |         |         |         |

#### Resumen por competiciones
| Competición                  | Partidos | Ganados | Empatados | Perdidos | %      | Resultado      |
| ---------------------------- | -------- | ------- | --------- | -------- | ------ | -------------- |
| Tercera División de España   | 107      | 61      | 26        | 20       | 65.11% | Campeón        |
| Segunda División B de España | 55       | 16      | 15        | 24       | 38.18% | 5.º lugar      |
| Segunda División de España   | 189      | 93      | 52        | 44       | 58.38% | Campeón        |
| LaLiga                       | 443      | 188     | 127       | 128      | 52%    | 4.º lugar      |
| Copa del Rey                 | 70       | 32      | 16        | 22       | 53.33% | Campeón        |
| Supercopa de España          | 4        | 3       | 0         | 1        | 75%    | Campeón        |
| Ligue 1                      | 5        | 2       | 3         | 0        | 60%    | 4.º lugar      |
| Liga de Campeones de la UEFA | 8        | 3       | 2         | 3        | 45.83% | Fase de grupos |
| Liga Europea de la UEFA      | 41       | 24      | 8         | 9        | 65.04% | Semifinales    |
| TOTAL                        | 922      | 422     | 249       | 251      | 54.77% | 4 Títulos      |

## Palmarés

### Campeonatos nacionales
| Título              | Club                 | País   | Año  |
| ------------------- | -------------------- | ------ | ---- |
| Tercera División    | C. D. Lealtad        | España | 1998 |
| Segunda División    | Recreativo de Huelva | España | 2006 |
| Copa del Rey        | Valencia C. F.       | España | 2019 |
| Supercopa de España | Athletic Club        | España | 2021 |

### Distinciones individuales
| Distinción                             | Año        |
| -------------------------------------- | ---------- |
| Trofeo Miguel Muñoz (Primera División) | 2007, 2018 |
| Trofeo Miguel Muñoz (Segunda División) | 2009       |